# Дмитриев, Калина Васильевич
Калина Васильевич Дмитриев (5 ноября 1930, Прудки, Центрально-Чернозёмная область — 19 ноября 2013, Алексеевка, Белгородская область) — советский партийный и государственный деятель, хозяйственник; председатель колхоза «Рассвет» Корочанского района Белгородской области (1963—1979). Кавалер орденов Ленина, Знак Почёта, Дружбы народов.

## Биография
Происхождение
Родился мальчик, наречённый редким именем Калина (греч.: «одерживающий славные победы»), 5 ноября 1930 года в селе Прудки Корочанского района в крестьянской семье потомственных земледельцев, поэтому свою судьбу он накрепко, и на всю жизнь, связал с сельским хозяйством.
Жизнеописание
В послевоенном 1946 году, будучи 16-летним юношей, начал свою трудовую биографию. Работал на заготовках зерновых, на других сельхоз работах, показав себя исполнительным, ответственным работником, был назначен бригадиром, затем — кладовщиком колхоза имени Фрунзе. Через пять лет старательного парня приняли в члены Коммунистической партии Советского Союза, и в 1952 году, по рекомендации сельской партийной организации и направлению Корочанского районного комитета КПСС, он поступил в областную Советско-партийную школу (СПШ), в Курске, на трёхгодичное обучение по подготовке председателей колхозов.
По окончании Курской СПШ в 1956 году назначен инструктором Корочанского райкома, а с 1957 — освобождённым секретарём партийной организации колхоза имени Фрунзе (с. Проходное). В 1959 году назначен заведующим Корочанского межколхозного откормочного пункта.
В феврале 1963 года на общем собрании членов колхоза «Рассвет» Калина Васильевич Дмитриев избран председателем этого сельскохозяйственного предприятия, и оставался его руководителем до 1979 года.
Под его руководством в колхозе Рассвет, «впервые в Белгородской области», было создано механизированное звено на аккордной системе оплаты труда, во многом, благодаря чему колхоз ежегодно получал высокие урожаи зерновых культур и сахарной свеклы. Также, колхоз достиг лучших показателей в животноводческой отрасли региона, особенно «по доращиванию и откорму крупного рогатого скота»; в хозяйстве впервые был применён и стал использоваться метод заготовки сенажа в большом количестве на зимний период. Высокая рентабельность производства, многолетние высокие доходы хозяйства позволяли вести большое строительство не только в производственной, но в социально-культурной сфере. В годы правления колхозом К. В. Дмитриевым были построены животноводческий комплекс, мастерская по ремонту сельхоз техники, дом культуры, административное здание колхоза, многоквартирные дома, детский сад, общежитие для молодых семей, столовая, заложена новая улица в селе Алексеевка — Молодёжная.
С 1979 по 1994 гг. Калина Васильевич Дмитриев возглавлял Белгородскую областную контору пчеловодства.
Дмитриев К. В. являлся депутатом Верховного Совета РСФСР, членом постоянной комиссии Верховного Совета РСФСР по сельскому строительству. Неоднократно участвовал в Выставке достижений народного хозяйства СССР (ВДНХ СССР) и «За успехи в народном хозяйстве СССР» награждался золотой, серебряной и бронзовой медалями ВДНХ СССР. Его добросовестный, безупречный труд и высокие трудовые достижения были высоко оценены советским правительством. Он был награждён тремя государственными орденами.
Умер в 2013 году в Алексеевке, похоронен на сельском кладбище. Оставил о себе славную память как человек «одерживающий победы».

## Память
- 2019, 19 апреля — на стене здания бывшего правления колхоза «Рассвет», в селе Алексеевке (ул. Богомазова, д. 1), закреплена мемориальная доска с барельефным портретом Дмитриева Калины Васильевича[5].